# Gliese 661
Gliese 661 (Furuhjelm 46) is een dubbelster in het sterrenbeeld Hercules op 19,5 lichtjaar van de zon. De ster bestaat uit twee rode dwergen. De ster is een van de meervoudige sterren die ontdekt zijn door de Nederlands-Amerikaanse astronoom Gerard Kuiper.